# Lexus LBX

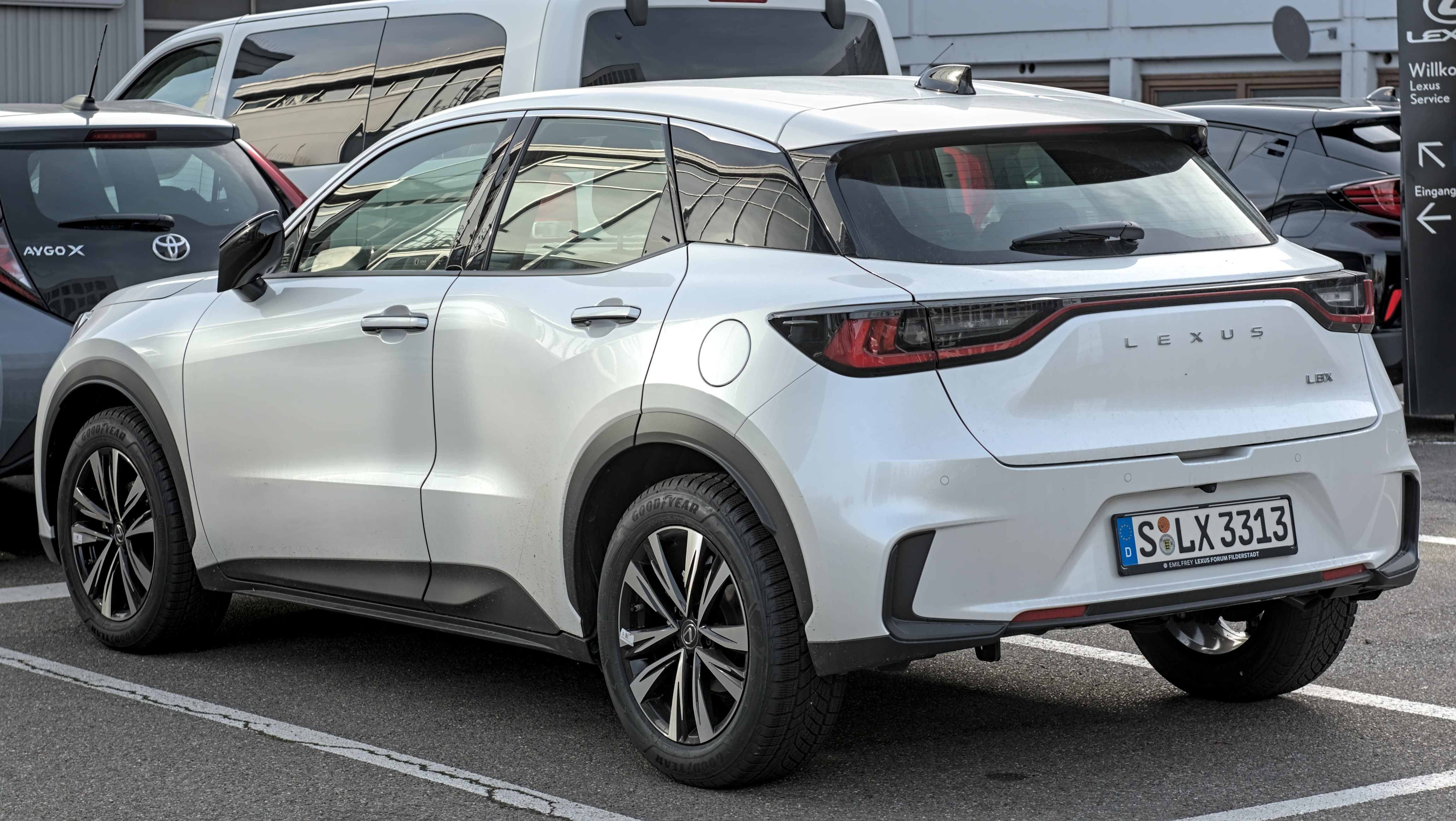
Heckansicht

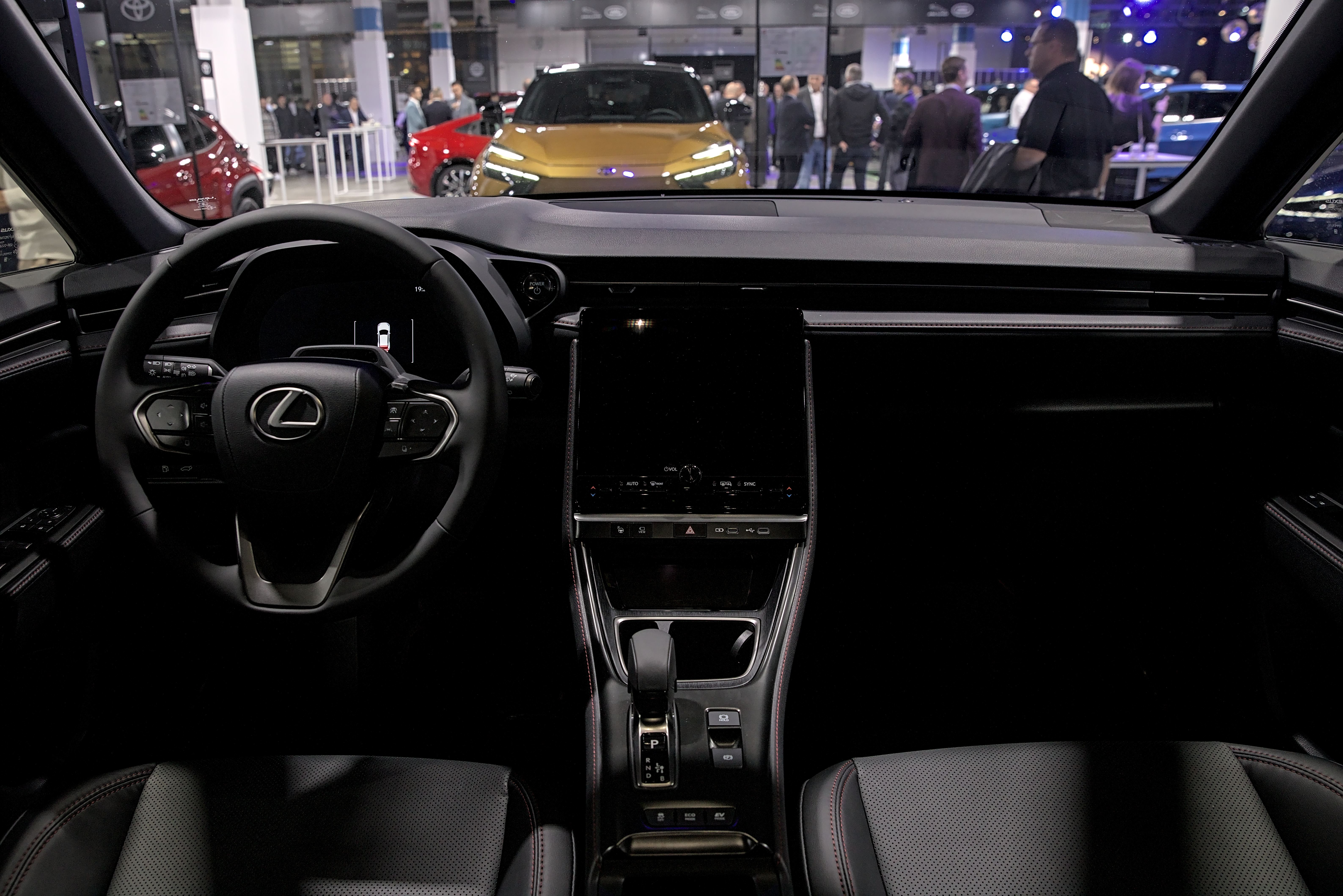
Innenansicht

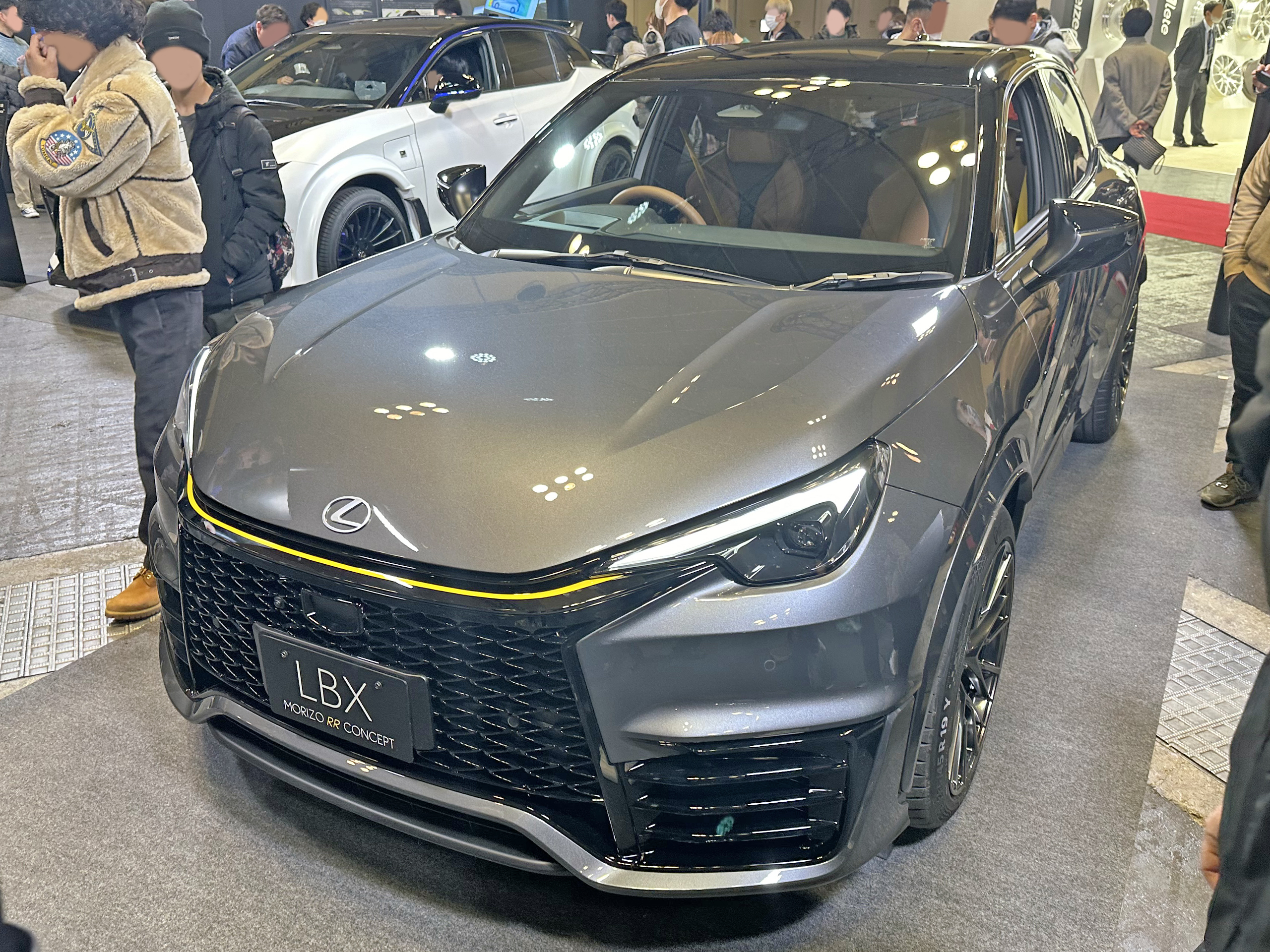
Lexus LBX Morizo RR Concept (2024)

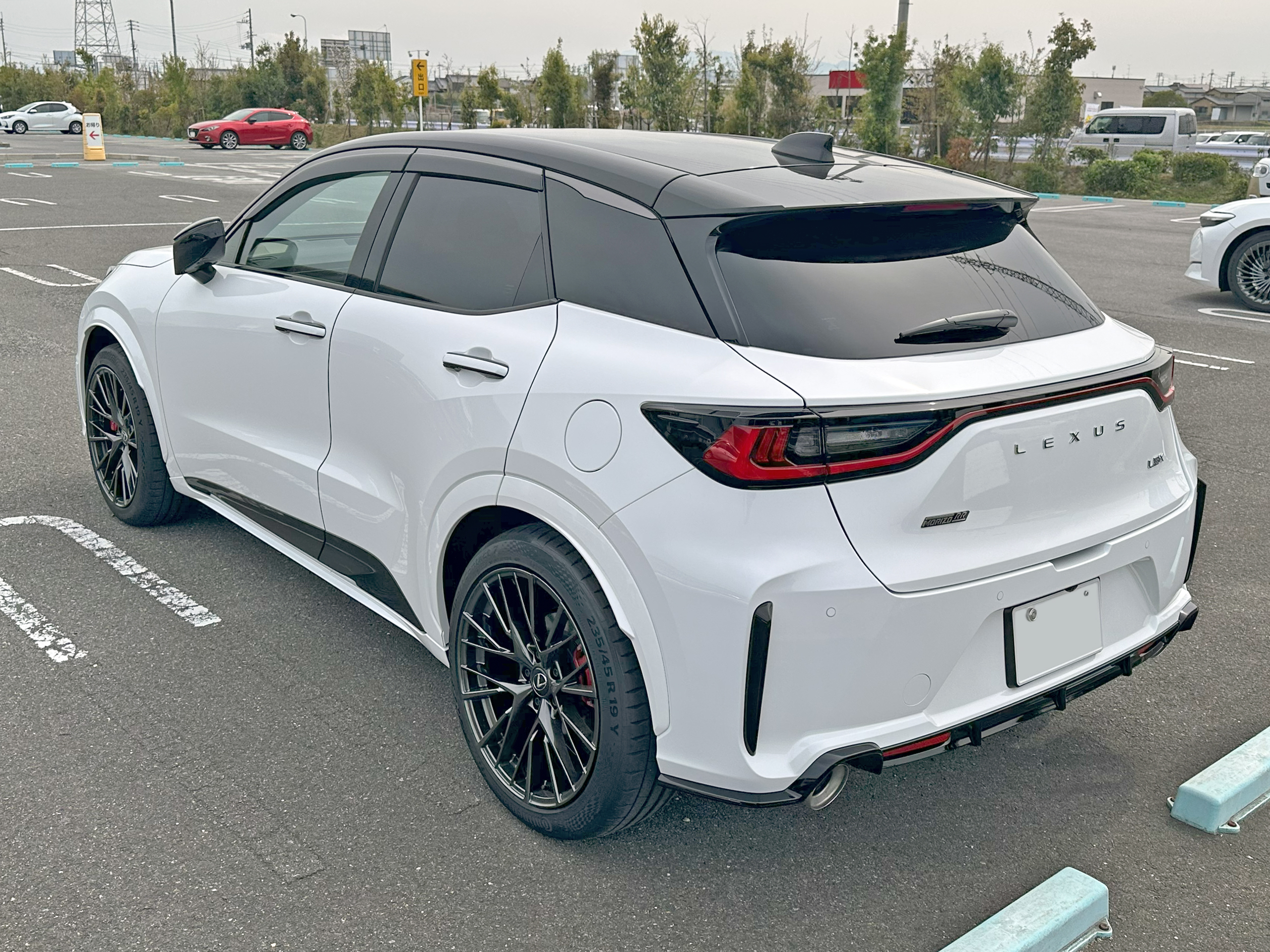
Lexus LBX Morizo RR (seit 2024)

Der Lexus LBX ist ein Sports Utility Vehicle der japanischen Toyota-Premiummarke Lexus. Als neues kleinstes Modell ist es unterhalb des Lexus UX positioniert und vorrangig für den europäischen Markt vorgesehen.

## Geschichte
Im Juni 2023 stellte Lexus den LBX als neue Baureihe und Schwestermodell zum Toyota Yaris Cross vor. Die Markteinführung erfolgte im März 2024.
Auf dem Tokyo Auto Salon im Januar 2024 präsentierte Lexus den LBX als Morizo RR Concept mit dem 1,6-Liter-Dreizylinder-Ottomotor des Toyota GR Yaris, wobei die maximale Leistung auf 224 kW (304 PS) gesteigert wurde. Das Konzeptfahrzeug hat ein 8-Stufen-Automatikgetriebe und Allradantrieb. Eine Serienversion wurde schließlich im Juli 2024 vorgestellt, wobei sie ausschließlich in Japan angeboten wird.
Von der bisher nur zweistelligen Modellbezeichnung (mit Ausnahme des LFA) rückt die Marke damit ab, wobei das Akronym für Lexus Breakthrough Crossover steht.

## Sicherheit
Ende 2024 wurde der LBX vom Euro NCAP auf die Fahrzeugsicherheit getestet. Er erhielt fünf von fünf möglichen Sternen.

## Technik
Technisch basiert das SUV auf der GA-B-Skalierung der Plattform Toyota New Global Architecture (TNGA). Die einzige Motorisierung in Europa ist ein Vollhybridsystem, bei dem ein 1,5-Liter-Dreizylinder-Ottomotor mit einem Elektromotor kombiniert wird. Die Systemleistung beträgt 100 kW (136 PS). Die NiMH-Batterie ist unter dem Boden des 332 Liter fassenden Kofferraums eingebaut. Der Wagen beschleunigt in 9,2 Sekunden von 0 auf 100 km/h, die Höchstgeschwindigkeit liegt bei 170 km/h. Auf Wunsch ist durch einen zweiten Elektromotor an der Hinterachse Allradantrieb erhältlich.
Neben dem 12,3 Zoll großen Cockpit-Display ist auch ein 9,8 Zoll großer Touchscreen für das Infotainmentsystem eingebaut. Gegen Mehrpreis lässt sich das System durch ein Head-up-Display oder Mark-Levinson-Lautsprecher erweitern. Smartphones lassen sich zudem als digitale Fahrzeugschlüssel verwenden. Die Integration von Apple Carplay ist kabellos möglich, Android Auto dagegen nur kabelgebunden. Darüber hinaus enthält die Ausstattung ein Pre-Crash Safety-System mit Kreuzungs-Assistent, eine adaptive Geschwindigkeitsregelung, eine Verkehrszeichenerkennung, einen Totwinkel-Assistent und ein Querverkehrsassistent hinten (Rear Cross Traffic Alert).
Im Innenraum sind Atmospheres genannte individuelle Ausstattungen möglich, bei denen darüber hinaus Farben für Sitzpolster, Ziernähte und Sicherheitsgurte auswählbar sind.

## Technische Daten
|                                             | Morizo RR (1)                | FWD                         | AWD                         |
| Bauzeitraum                                 | seit 07/2024                 | seit 03/2024                | seit 03/2024                |
| Motortyp                                    | R3-Ottomotor                 | R3-Ottomotor + Elektromotor | R3-Ottomotor + Elektromotor |
| Motoraufladung                              | Turbolader                   | —                           | —                           |
| Hubraum                                     | 1618 cm³                     | 1490 cm³                    | 1490 cm³                    |
| max. Leistung Ottomotor                     | 224 kW (304 PS) bei 6500/min | 67 kW (91 PS) bei 5500/min  | 67 kW (91 PS) bei 5500/min  |
| max. Elektroleistung                        | —                            | 69 kW (94 PS)               | 69 kW (94 PS)               |
| max. Systemleistung                         | —                            | 100 kW (136 PS)             | 100 kW (136 PS)             |
| max. Drehmoment Ottomotor                   | 400 Nm bei 3250–4600/min     | 120 Nm bei 3600–4800/min    | 120 Nm bei 3600–4800/min    |
| max. Drehmoment Elektromotor                | —                            | 185 Nm                      | 185 Nm                      |
| max. Systemdrehmoment                       | —                            | 185 Nm                      | 185 Nm                      |
| Kraftübertragung                            |                              |                             |                             |
| Antrieb                                     | Allradantrieb                | Vorderradantrieb            | Allradantrieb               |
| Getriebe, serienmäßig                       | 6-Gang-Schaltgetriebe        | Stufenloses Getriebe        | Stufenloses Getriebe        |
| Getriebe, optional                          | 8-Gang-Automatikgetriebe     | —                           | —                           |
| Messwerte                                   |                              |                             |                             |
| Höchstgeschwindigkeit                       | k. A.                        | 170 km/h                    | 170 km/h                    |
| Beschleunigung, 0–100 km/h                  | 5,2 s                        | 9,2 s                       | 9,6 s                       |
| Kraftstoffverbrauch auf 100 km (kombiniert) | 8,0–9,3 l Super              | 4,4–4,7 l Super             | 4,6–5,0 l Super             |
| CO2-Emission (kombiniert)                   | k. A.                        | 100–107 g/km                | 105–113 g/km                |
| Tankinhalt                                  | 50 l                         | 36 l                        | 36 l                        |
| Abgasnorm nach EU-Klassifikation            | k. A.                        | Euro 6e                     | Euro 6e                     |

## Zulassungszahlen in Deutschland
Seit dem Marktstart bis einschließlich Dezember 2024 wurden in der Bundesrepublik Deutschland insgesamt 1366 Lexus LBX neu zugelassen.
| 2 \| \| |
|         |

|  |

| 1.364 \| \| |
|             |

|  |

| 2 \| \| |
|         |

|  |

| 1.364 \| \| |
|             |

|  |

| 2 \| \| |
|         |

|  |

| 1.364 \| \| |
|             |

|  |

| 2 \| \| |
|         |

|  |

| 1.364 \| \| |
|             |

|  |

| 2 \| \| |
|         |

|  |

| 1.364 \| \| |
|             |

|  |

| 2 \| \| |
|         |

|  |

| 1.364 \| \| |
|             |

|  |

| 2 \| \| |
|         |

|  |

| 1.364 \| \| |
|             |

|  |

| 2 \| \| |
|         |

|  |

| 1.364 \| \| |
|             |

|  |

|  | Benziner |

|  | Benziner |

|  | Benzin-Hybrid |

|  | Benzin-Hybrid |